# バタガイカ・クレーター
座標: 北緯67度34分48秒 東経134度46分17秒 / 北緯67.58000度 東経134.77139度

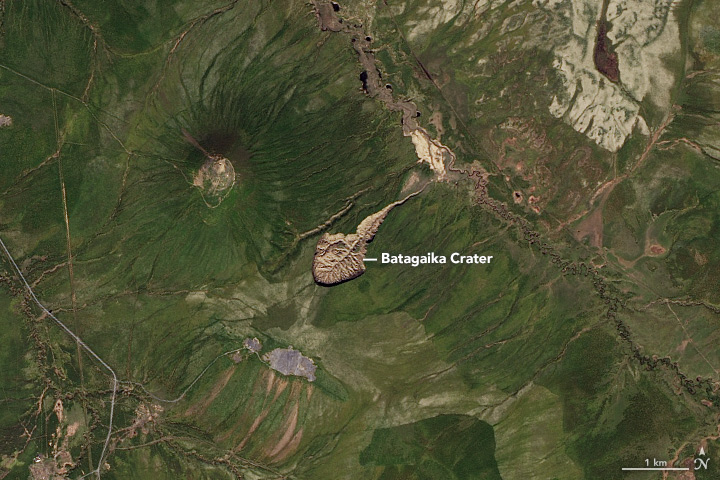
2016年時点のバタガイカ・クレーター。クレーターが拡大していく様を捕らえた時系列の写真がNASAのウェブサイトで閲覧できる。this NASA article

バタガイカ・クレーター（英: Batagaika crater）は、ロシア連邦サハ共和国にある、直径1キロメートル (km)、深さ86メートル程度のサーモカルスト凹地である。バタガイから南東に10 km 、エセ=ハイヤ地区から北東に5 km で、サハ共和国首都のヤクーツクからは北北東におよそ660 km の場所に位置する。付近を流れている、ヤナ川に右から注ぐ支流の、バタガイカ川 (Batagayka) にちなんで名づけられた。
この辺りは、付近の森林が伐採されて以降、永久凍土氷解の影響で1960年頃から沈下が始まっており、2008年の洪水もクレーター拡大に影響をもたらした。クレーターの縁の地中からは氷河期の化石が発掘されている。定期的な地滑りや更なる永久表土の氷解のため、縁は非常に不安定な状態にあり、クレーターの大きさは、2017年2月末現在拡大を続けている。